# Cylindromyia rubida
Cylindromyia rubida är en tvåvingeart som först beskrevs av Friedrich Hermann Loew 1854.  Cylindromyia rubida ingår i släktet Cylindromyia och familjen parasitflugor. Inga underarter finns listade i Catalogue of Life.